# Monomontia brincki
Monomontia brincki is een hooiwagen uit de familie Triaenonychidae.